# Jatirejo (Girimarto)
Jatirejo is een bestuurslaag in het regentschap Wonogiri van de provincie Midden-Java, Indonesië. Jatirejo telt 2674 inwoners (volkstelling 2010).